# IS PATH WARM?
IS PATH WARM? — це мнемонічний акронім, створений Американською асоціацією суїцидології, щоб допомогти консультантам та широкій громадськості вчасно виявляти ознаки потенційної загрози самогубства.

## Акронім
| I | Ideation        | Ідеація                               | Висловлення бажання померти, пошук способів померти, розмови про смерть             |
| S | Substance abuse | Зловживання психоактивними речовинами | Збільшене або надмірне вживання психоактивних речовин (алкоголю, наркотиків)        |
| P | Purposelessness | Безцільність                          | Відсутність причини жити, мети в житті                                              |
| A | Anxiety         | Тривога                               | Тривога, збудження; неможливість заснути                                            |
| T | Trapped         | У пастці                              | Відчуття пастки, з якої нібито немає виходу; опір спробам допомоти                  |
| H | Hopelessness    | Безнадія                              | Безнадія щодо майбутнього                                                           |
| W | Withdrawal      | Соціальна ізоляція                    | Відсторонення від друзів, родини і суспільства; вільний час зайнятий переважно сном |
| A | Anger           | Гнів                                  | Лють, неконтрольований гнів; прагнення помсти                                       |
| R | Recklessness    | Безрозсудність                        | Безрозсудні дії, участь у ризикованих заходах без роздумів                          |
| M | Mood changes    | Перепади настрою                      | Різкі зміни настрою                                                                 |

## Прогностичне значення
Відгуки з психіатричної літератури щодо мнемоніки «IS PATH WARM» були неоднозначними. Кілька досліджень підтвердили, що деякі попереджувальні ознаки цієї абревіатури пов'язані з суїцидальними ідеаціями. В одному дослідженні порівняли 215 публікацій на вебфорумі, присвяченому самогубствам, з 94 публікаціями на вебфорумі, присвяченому самопошкодженню. Дослідження виявило, що учасники «форуму про самогубства» частіше, ніж учасники «форуму про самопошкодження», висловлювали суїцидальні думки, відсутність мети, відчуття замкненості та соціальну ізоляцію (хоча до безрозсудності вони були схильні вони рідше, ніж учасники форуму про самопошкодження). Дослідження дійшло висновку, що особи, які проявляють попереджувальні ознаки «IS PATH WARM», частіше мають суїцидальні ідеації.
Однак, у психіатричній літературі прогностична валідність «IS PATH WARM» як протоколу в передбаченні суїцидальної поведінки критикується. У офіційному документі, підготовленому для саміту пожежної служби США з питань самогубств та депресії, зазначалося, що «корисність абревіатури послаблюється як обмеженою чутливістю, так і слабкою специфічністю». У дослідженні 2011 року також критикувалася валідність «IS PATH WARM», оскільки було виявлено випадки, в яких жоден з десяти попереджувальних знаків не зміг передбачити скоєння самогубства
Згідно з оглядом профілактики самогубств у школах, додатковим занепокоєнням є те, що попереджувальні знаки «IS PATH WARM» базувалися на факторах ризику самогубства, які проявляються протягом тривалого періоду життя. Автор пише, що оскільки цей акронім не був незалежно оцінений для молоді, цінність його для прогнозування суїцидальної поведінки у дітей є невизначеною.

## Освітня цінність
При створенні мнемоніки «IS PATH WARM», однією з цілей Американської асоціації суїцидології було допомогти і широкій громадськості вивчити та запам'ятати попереджувальні ознаки самогубства. На веб-сторінці спільноти «IS PATH WARM» пояснюється: «Ці попереджувальні ознаки були складені цільовою групою експертів-клінічних дослідників та „перекладені“ для широкої громадськості».
Як освітній інструмент, «IS PATH WARM» отримав широкий розголос. Наприклад, він поширювався в матеріалах щодо запобігання самогубствам з таких джерел, як Національна лінія запобігання самогубствам при Адміністрації з питань зловживання психоактивними речовинами та психічного здоров’я; Канадська асоціація запобігання самогубствам; Навчальна академія Департаменту виправних служб штату Нью-Йорк та Військово-морські сили США, серед багатьох інших.
Дослідження щодо того, чи досягає мнемоніка своїх освітніх цілей, були обмеженими. Однак, у дослідженні 2009 року порівняли дві групи льотчиків, які брали участь у Програмі запобігання самогубствам Повітряних сил США (англ. Air Force Suicide Prevention Program, AFSPP). Одна група отримала стандартний інструктаж Програми, який не містив «IS PATH WARM», тоді як інша отримала стандартний інструктаж разом з інформацією про мнемоніку. Дослідники дійшли наступного висновку:
Учасники стандартного інструктажу значно покращили свою здатність перераховувати попереджувальні ознаки самогубства та покращили узгодженість зі списком, схваленим експертами, тоді як учасники стандартного інструктажу з мнемонікою не продемонстрували жодних успіхів … Результати свідчать про те, що включення мнемоніки до інструктажу AFSPP заважало учасникам вивчати попереджувальні ознаки самогубства, і що підвищена впевненість у сприйнятій здатності розпізнавати ризик самогубства не пов'язана з фактичною здатністю точно згадувати попереджувальні ознаки. 
Підсумовуючи сказане, обмежені дослідження щодо освітньої корисності мнемоніки «IS PATH WARM» показали скоріше її негативний вплив на здатність розпізнавати попереджувальні ознаки самогубства, у поєднанні з помилковим відчуттям впевненості у власній здатності це зробити.